# Режиу, Жозе
Жозе́ Ре́жиу (имя при рождении Жозе́ Мари́я душ Рейш Пере́йра, порт.  José Régio, José Maria dos Reis Pereira, 17 сентября 1901, Вила-ду-Конди — 22 декабря 1969, там же) — португальский писатель, крупнейший представитель второй волны португальского модернизма.

## Биография
В 1925 году окончил лиценциатуру по романской филологии в Коимбре. Его диссертация, где впервые в полную величину были представлены Фернандо Пессоа и Мариу де Са-Карнейру, была опубликована в 1941 году под заглавием «Малая история современной португальской поэзии» и получила значительную известность. С 1927 года выступал в Португалии и Франции с лекциями о португальском модернизме. Один из основателей влиятельного литературно-художественного журнала Presença («Явь», 1927—1940, вышло 54 номера). Преобладающую часть жизни (1928—1967) провёл в Порталегри. Был страстным коллекционером произведений искусства.
Скончался от инфаркта. В 1971 году в Порталегри открыт музей Жозе Режиу.

## Произведения

### Поэзия
- 1925 — Стихи Бога и дьявола / Poemas de Deus e do Diabo
- 1929 — Биография / Biografia
- 1935 — As Encruzilhadas de Deus
- 1945 — Фаду / Fado (1941), Mas Deus é Grande
- 1954 — A Chaga do Lado
- 1961 — Сын человеческий / Filho do Homem
- 1968 — Cântico Suspenso
- 1970 — Лёгкая музыка / Música Ligeira
- 1971 — Colheita da Tarde

### Художественная проза
- 1934 — Jogo da Cabra-Cega
- 1941 — Davam Grandes Passeios aos Domingos
- 1942 — Принц Ослиные Уши / O Príncipe com Orelhas de Burro (экранизирован в 1980 году)
- 1945—1966 — Старый дом / A Velha Casa
- 1946 — Женские истории / Histórias de Mulheres (частично экранизированы в 1986 году)
- 1962 — Há Mais Mundos

### Эссе
- 1936 — Críticas e Criticados
- 1938 — António Botto e o Amor
- 1940 — Em Torno da Expressão Artística
- 1952 — Течения и фигуры в современной португальской поэзии / As Correntes e as Individualidades na Moderna Poesia Portuguesa
- 1964 — Ensaios de Interpretação Crítica
- 1967 — Три эссе об искусстве / Três Ensaios sobre Arte
- 1977 — Páginas de Doutrina e Crítica da Presença

### Драмы
- 1940 — Иаков и ангел / Jacob e o Anjo
- 1947 — Бенильда, или Богоматерь / Benilde ou a Virgem-Mãe (экранизирована Мануэлом де Оливейра в 1975 и 1991 годах)
- 1949 — Король Себастьян / El-Rei Sebastião (экранизирована Мануэлом де Оливейра в 2004 году)
- 1954 — Спасение мира / A Salvação do Mundo
- 1957 — Três Peças em Um Acto

## Признание
Премия крупнейшей газеты Diário de Notícias (1966). Национальная поэтическая премия (1970, посмертно). По нескольким его произведениям снял фильмы Мануэл де Оливейра.
В 1965 году Амалия Родригеш записала на диске «Португальское фаду» Жозе Режиу (музыка Алайна Олмана). Это фаду из первой книги Режиу написано в соответствии с давними традициями фаду – особого жанра португальской песни, появившегося на улицах Лиссабона  во второй половине XIX века вначале как песни моряков. В различном исполнении оно до сих пор является одним из самых любимых, не только в Португалии, но и во всём мире. В нём  поёт сама «саудаде» португальской нации. Думаю, что любовь народа к «Португальскому Фаду» опровергает  утверждения тех, кто считает: для современной Португалии это слово потеряло прежнее магическое значение.

Португальское фаду

Когда родилось ты, фаду, 

Был штиль две недели кряду, 

Разгладил он ширь морскую. 

Тогда родилось то слово, 

В груди моряка молодого, 

На вахте он пел тоскуя, 

На вахте он пел тоскуя.

Какое же это чудо, 

Мой край в долине цветущей! 

Испании берег рыжий 

Не видишь ли ты отсюда? 

И отмелей португальских? 

Ослеп я от слёз, не вижу.

Слова его с губ летели 

На одной каравелле 

Закатною кровью алой. 

Те губы о доме пели, 

На них поцелуи сгорели, 

Лишь море их целовало, 

Лишь море их целовало.

Прощай, Мария, с тобою 

Мы верить будем удаче. 

И я обещаю ныне: 

Пойдём с тобой к аналою, 

Коль Бог, порешив иначе, 

Не скроет меня в пучине.

И звучало другое фаду 

В тихий вечер, что нёс отраду, 

И светилось небо, ликуя, 

На другой каравелле слово 

Рвалось с губ моряка другого, 

На вахте он пел тоскуя, 

На вахте он пел тоскуя. 

Оригинальный текст (порт.)

Fado Portugês

O Fado nasceu um dia,

quando o vento mal bulia

e o céu o mar prolongava,

na amurada dum veleiro,

no peito dum marinheiro

que, estando triste, cantava,

que, estando triste, cantava.

Ai, que lindeza tamanha,

meu chão , meu monte, meu vale,

de folhas, flores, frutas de oiro,

vê se vês terras de Espanha,

areias de Portugal,

olhar ceguinho de choro.

Na boca dum marinheiro

do frágil barco veleiro,

morrendo a canção magoada,

diz o pungir dos desejos

do lábio a queimar de beijos

que beija o ar, e mais nada,

que beija o ar, e mais nada.

Mãe, adeus. Adeus, Maria.

Guarda bem no teu sentido

que aqui te faço uma jura:

que ou te levo à sacristia,

ou foi Deus que foi servido

dar-me no mar sepultura.

Ora eis que embora outro dia,

quando o vento nem bulia

e o céu o mar prolongava,

à proa de outro velero

velava outro marinheiro

que, estando triste, cantava,

que, estando triste, cantava.

— Жозе Режиу, Из книги «Поэмы о Боге и о Дьяволе». 

Перевод И. Фещенко-Скворцовой.

## Переводы на русский язык
- Из  португальской поэзии XX-XXI веков: традиция и поиск //«Иностранная литература». Перевод и вступление И. Фещенко-Скворцовой – 2017. – № 4. – С. 107-125.  ISSN: 0130-6545.
- И. Фещенко-Скворцова. Эссе: Из португальской поэзии ХХ — XXI веков: Жозе Режиу, Мануэл Алегре // Поэзия.ру.